# Membres de l'Ordre du Canada, par ordre alphabétique F
| Nom                         | Ville                      | Province                  | Grade     | Année | Occupation |
| Mary Fabian                 | Saint-Jean                 | Terre-Neuve-et-Labrador   | Membre    | 1984  |            |
| Ronald A. Fabro             | Winnipeg                   | Manitoba                  | Membre    | 1974  |            |
| Joe Fafard                  | Regina                     | Saskatchewan              | Officier  | 1981  |            |
| Pierre Fafard               | L'Islet                    | Québec                    | Membre    | 1984  |            |
| Lila Sied Ameen Fahlman     | Edmonton                   | Alberta                   | Membre    | 2001  |            |
| Gordon S. Fahrni            | Vancouver                  | Colombie-Britannique      | Membre    | 1987  |            |
| Ellen Louks Fairclough      | Hamilton                   | Ontario                   | Compagnon | 1979  |            |
| Donald E. Fairfax           | Dartmouth                  | Nouvelle-Écosse           | Membre    | 1990  |            |
| Barker Fairley              | Toronto                    | Ontario                   | Officier  | 1978  |            |
| R. Gordon L. Fairweather    | Rothesay                   | Nouveau-Brunswick         | Officier  | 1978  |            |
| Jean-Charles Falardeau      | Sainte-Foy                 | Québec                    | Officier  | 1976  |            |
| Gathie Falk                 | Vancouver                  | Colombie-Britannique      | Membre    | 1997  |            |
| Anne Fanning                | Edmonton                   | Alberta                   | Membre    | 2006  |            |
| Marcel Faribault            | Montréal                   | Québec                    | Compagnon | 1971  |            |
| Joanne Farley               | Pointe-Claire              | Québec                    | Membre    | 2002  |            |
| William Alexander Farlinger | Burlington                 | Ontario                   | Membre    | 1994  |            |
| Alfred W. Farmer            | Toronto                    | Ontario                   | Membre    | 1985  |            |
| Kenneth P. Farmer           | Montréal                   | Québec                    | Membre    | 1981  |            |
| Clarence B. Farrar          | Toronto                    | Ontario                   | Officier  | 1968  |            |
| Françoise Faucher           | Montréal                   | Québec                    | Officier  | 1982  |            |
| Josée Faucher               | Laval                      | Québec                    | Membre    | 1987  |            |
| Gérald Fauteux              | Mont-Royal                 | Québec                    | Compagnon | 1974  |            |
| Marc Favreau                | Montréal                   | Québec                    | Officier  | 2003  |            |
| Wasyly Fedak                | Winnipeg                   | Manitoba                  | Officier  | 1993  |            |
| Sylvia Olga Fedoruk         | Saskatoon                  | Saskatchewan              | Officier  | 1986  |            |
| Tibor Feheregyhazi          | Saskatoon                  | Saskatchewan              | Membre    | 2004  |            |
| William Feindel             | Montréal                   | Québec                    | Officier  | 1982  |            |
| Victor Feldbrill            | Toronto                    | Ontario                   | Officier  | 1985  |            |
| Zane Feldman                | Edmonton                   | Alberta                   | Membre    | 1992  |            |
| Brian A. Felesky            | Calgary                    | Alberta                   | Membre    | 2005  |            |
| Stephanie L. Felesky        | Calgary                    | Alberta                   | Membre    | 2003  |            |
| Anthony S. Fell             | Toronto                    | Ontario                   | Officier  | 2001  |            |
| Fraser Matthews Fell        | Toronto                    | Ontario                   | Membre    | 1995  |            |
| Ivan Peter Fellegi          | Ottawa                     | Ontario                   | Officier  | 1992  |            |
| Terence Rae Fellows         | West Vancouver             | Colombie-Britannique      | Membre    | 1994  |            |
| Jack T.H. Fenety            | Fredericton                | Nouveau-Brunswick         | Membre    | 2005  |            |
| Elizabeth Feniak            | Winnipeg                   | Manitoba                  | Membre    | 1988  |            |
| Kathleen Fenwick            | Ottawa                     | Ontario                   | Officier  | 1968  |            |
| Edith A. Ferguson           | Toronto                    | Ontario                   | Membre    | 1976  |            |
| George Gordon Ferguson      | Fredericton                | Nouveau-Brunswick         | Membre    | 2001  |            |
| Ivan Graeme Ferguson        | Baysville                  | Ontario                   | Membre    | 1992  |            |
| Max Ferguson                | Cobourg                    | Ontario                   | Officier  | 1970  |            |
| Robert R. Ferguson          | Fort Qu'Appelle            | Saskatchewan              | Membre    | 1987  |            |
| C. Bruce Fergusson          | Halifax                    | Nouvelle-Écosse           | Membre    | 1978  |            |
| Muriel Fergusson            | Fredericton                | Nouveau-Brunswick         | Officier  | 1976  |            |
| Jean-Pierre Ferland         | Montréal                   | Québec                    | Officier  | 1996  |            |
| Aurèle Ferlatte             | Dalhousie                  | Nouveau-Brunswick         | Membre    | 2002  |            |
| Georgette Ferlatte          | Campbellton                | Nouveau-Brunswick         | Membre    | 1998  |            |
| Florence Fernet-Martel      | Montréal                   | Québec                    | Membre    | 1974  |            |
| W. Paterson Ferns           | Victoria                   | Colombie-Britannique      | Membre    | 2005  |            |
| Vincenzo Ficocelli          | Kelowna                    | Colombie-Britannique      | Membre    | 1974  |            |
| Cecil Fielding              | Lively                     | Ontario                   | Membre    | 1979  |            |
| George A. Fierheller        | Toronto                    | Ontario                   | Membre    | 2000  |            |
| Denise Filiatrault          | Montréal                   | Québec                    | Officier  | 1994  |            |
| Gérard Filion               | Saint-Bruno-de-Montarville | Québec                    | Compagnon | 1970  |            |
| Hervé Filion                | Angers                     | Québec                    | Officier  | 1971  |            |
| Philippe Filion             | Shawinigan                 | Québec                    | Membre    | 1982  |            |
| Eugenie B. Fillier          | Roddickton                 | Terre-Neuve-et-Labrador   | Membre    | 1983  |            |
| Timothy Findley             | Stratford                  | Ontario                   | Officier  | 1985  |            |
| Jacob Finkelman             | Edmonton                   | Alberta                   | Officier  | 1976  |            |
| Bernard Finkelstein         | Toronto                    | Ontario                   | Membre    | 2006  |            |
| A. Joy Finlay               | Victoria                   | Colombie-Britannique      | Membre    | 1990  |            |
| B. Brett Finlay             | Vancouver                  | Colombie-Britannique      | Officier  | 2006  |            |
| Thelma Finlayson            | Burnaby                    | Colombie-Britannique      | Membre    | 2005  |            |
| Gilbert Finn                | Dieppe                     | Nouveau-Brunswick         | Officier  | 1974  |            |
| Douglas Firth               | Willowdale                 | Ontario                   | Membre    | 1976  |            |
| Sharon Anne Firth           | Yellowknife                | Territoires du Nord-Ouest | Membre    | 1987  |            |
| Sheila Leah Fischman        | Montréal                   | Québec                    | Membre    | 2000  |            |
| Édouard Fiset               | Westmount                  | Québec                    | Officier  | 1967  |            |
| Aileen A.H. Fish            | Calgary                    | Alberta                   | Membre    | 1973  |            |
| Hugh Fisher                 | Vancouver                  | Colombie-Britannique      | Membre    | 1985  |            |
| John W. Fisher              | Toronto                    | Ontario                   | Officier  | 1967  |            |
| Lenah Fisher                | Cobourg                    | Ontario                   | Membre    | 1974  |            |
| Philip S. Fisher            | Westmount                  | Québec                    | Officier  | 1967  |            |
| Sidney Thomson Fisher       | Ottawa                     | Ontario                   | Officier  | 1977  |            |
| W. Allen Fisher             | Barrie                     | Ontario                   | Membre    | 1973  |            |
| John R. Fiske               | Halifax                    | Nouvelle-Écosse           | Membre    | 1987  |            |
| Mel Fitzgerald              | Saint-Jean                 | Terre-Neuve-et-Labrador   | Membre    | 1982  |            |
| Gerald Michael FitzGibbon   | Ottawa                     | Ontario                   | Membre    | 1989  |            |
| George Flahiff              | Toronto                    | Ontario                   | Compagnon | 1974  |            |
| Noreen Flanagan             | Medicine Hat               | Alberta                   | Membre    | 1978  |            |
| James Douglas Fleck         | Willowdale                 | Ontario                   | Officier  | 1997  |            |
| W.T. Ross Flemington        | Belleville                 | Ontario                   | Compagnon | 1971  |            |
| Aida Flemming               | Fredericton                | Nouveau-Brunswick         | Membre    | 1978  |            |
| Brian Flemming              | Halifax                    | Nouvelle-Écosse           | Membre    | 1989  |            |
| John G. Flemming            | Dartmouth                  | Nouvelle-Écosse           | Membre    | 2003  |            |
| Stephen M. Fletcher         | Hamilton                   | Ontario                   | Membre    | 1984  |            |
| Leonard G. Flett            | Winnipeg                   | Manitoba                  | Membre    | 2004  |            |
| Marielle Fleury             | Brome                      | Québec                    | Membre    | 2000  |            |
| F. Morris Flewwelling       | Red Deer                   | Alberta                   | Membre    | 1997  |            |
| A. L. Flood                 | Toronto                    | Ontario                   | Membre    | 1999  |            |
| George M. Flood             | Saint John                 | Nouveau-Brunswick         | Membre    | 1972  |            |
| Lawrence Batiste Flood      | Shawville                  | Québec                    | Membre    | 1991  |            |
| Bessie Flynn                | Forteau                    | Terre-Neuve-et-Labrador   | Membre    | 1994  |            |
| Jacques Flynn               | Québec                     | Québec                    | Officier  | 1993  |            |
| Laurie J. Graham Flynn      | Ottawa                     | Ontario                   | Membre    | 1988  |            |
| Frank D. Fogwell            | Norland (en)               | Ontario                   | Membre    | 1985  |            |
| Robert Edward Folinsbee     | Edmonton                   | Alberta                   | Officier  | 1973  |            |
| Folke Gunnar S. Folkestone  | Flin Flon                  | Manitoba                  | Membre    | 1978  |            |
| Stephen Fonyo               | Cultus Lake                | Colombie-Britannique      | Officier  | 1985  |            |
| Kenneth K. Forbes           | Willowdale                 | Ontario                   | Officier  | 1967  |            |
| Louise Maheux-Forcier       | Montréal                   | Québec                    | Membre    | 1985  |            |
| Joan Ford                   | Vancouver                  | Colombie-Britannique      | Membre    | 1991  |            |
| Marguerite Ford             | Vancouver                  | Colombie-Britannique      | Membre    | 1993  |            |
| Gérard Forest               | Joliette                   | Québec                    | Membre    | 1976  |            |
| Gérard Vincent La Forest    | Fredericton                | Nouveau-Brunswick         | Compagnon | 2000  |            |
| Jean Beatrice Forest        | Victoria                   | Colombie-Britannique      | Officier  | 1987  |            |
| Claude E. Forget            | Montréal                   | Québec                    | Officier  | 1991  |            |
| Maurice Forget              | Montréal                   | Québec                    | Membre    | 1998  |            |
| Thomas De Vany Forrestall   | Dartmouth                  | Nouvelle-Écosse           | Membre    | 1986  |            |
| Maureen Forrester           | Toronto                    | Ontario                   | Compagnon | 1967  |            |
| Eugene Alfred Forsey        | Ottawa                     | Ontario                   | Compagnon | 1968  |            |
| Judith D. Forst             | Port Moody                 | Colombie-Britannique      | Officier  | 1991  |            |
| R. Roy Forster              | Vancouver                  | Colombie-Britannique      | Membre    | 1998  |            |
| Malcolm Forsyth             | Edmonton                   | Alberta                   | Membre    | 2003  |            |
| Claude Fortier              | Sainte-Foy                 | Québec                    | Compagnon | 1970  |            |
| D'Iberville Fortier         | Ottawa                     | Ontario                   | Officier  | 2000  |            |
| Jacques E. Fortier          | Québec                     | Québec                    | Membre    | 1984  |            |
| L. Yves Fortier             | Montréal                   | Québec                    | Compagnon | 1984  |            |
| Yves Fortier                | Ottawa                     | Ontario                   | Officier  | 1980  |            |
| Charles Henry Foss          | Saint John                 | Nouveau-Brunswick         | Membre    | 1978  |            |
| Harry E. Foster             | Oakville                   | Ontario                   | Officier  | 1969  |            |
| Lucien Foucreault           | Longueuil                  | Québec                    | Membre    | 1987  |            |
| Arthur Fouks                | Vancouver                  | Colombie-Britannique      | Membre    | 1993  |            |
| Charles Foulkes             | Ottawa                     | Ontario                   | Compagnon | 1968  |            |
| Guy Fournier                | Verdun                     | Québec                    | Membre    | 1992  |            |
| Jean Arthur Fournier        | Westmount                  | Québec                    | Officier  | 1987  |            |
| L. Jean Fournier            | Cap-de-la-Madeleine        | Québec                    | Membre    | 2001  |            |
| Marguerite Fournier         | Prince Albert              | Saskatchewan              | Membre    | 1983  |            |
| Paul M. Fournier            | Musquodoboit Harbour       | Nouvelle-Écosse           | Officier  | 1969  |            |
| Edith Fulton Fowke          | Toronto                    | Ontario                   | Membre    | 1978  |            |
| Robert H. Fowler            | Weston                     | Ontario                   | Officier  | 1975  |            |
| Robert M. Fowler            | Montréal                   | Québec                    | Officier  | 1967  |            |
| John Verner Fowles          | Knowlton                   | Québec                    | Officier  | 2003  |            |
| John Fox                    | Calgary                    | Alberta                   | Membre    | 1990  |            |
| Michael J. Fox              | Edmonton                   | Alberta                   | Officier  | 2010  |            |
| Paul Wesley Fox             | Toronto                    | Ontario                   | Officier  | 1987  |            |
| Terrance Stanley Fox        | Port Coquitlam             | Colombie-Britannique      | Compagnon | 1980  |            |
| Celia Franca                | Ottawa                     | Ontario                   | Compagnon | 1967  |            |
| Dorothy Maquabeak Francis   | Langley                    | Colombie-Britannique      | Membre    | 1978  |            |
| Jacques-G. Francoeur        | Westmount                  | Québec                    | Membre    | 1993  |            |
| Jeannette L. Francoeur      | Dorval                     | Québec                    | Membre    | 1978  |            |
| Geno F. Francolini          | London                     | Ontario                   | Membre    | 1998  |            |
| Ruth Frankel                | Toronto                    | Ontario                   | Compagnon | 1969  |            |
| Colin A. Franklin           | Nepean                     | Ontario                   | Membre    | 1990  |            |
| Mitchell Franklin           | Bains Corner               | Nouveau-Brunswick         | Membre    | 1985  |            |
| Ursula Martius Franklin     | Toronto                    | Ontario                   | Compagnon | 1981  |            |
| Margot Franssen             | Toronto                    | Ontario                   | Officier  | 2002  |            |
| Frank Frantisak             | Etobicoke                  | Ontario                   | Membre    | 2001  |            |
| Armand Frappier             | Laval                      | Québec                    | Compagnon | 1969  |            |
| Anne Archibald Fraser       | Victoria                   | Colombie-Britannique      | Membre    | 2005  |            |
| Barbara Jean Fraser         | Calgary                    | Alberta                   | Membre    | 2001  |            |
| David Fraser                | Vancouver                  | Colombie-Britannique      | Membre    | 2005  |            |
| F. Clarke Fraser            | Bear River                 | Nouvelle-Écosse           | Officier  | 1984  |            |
| Felix R. Blache Fraser      | Edmonton                   | Alberta                   | Membre    | 1991  |            |
| John Allen Fraser           | Vancouver                  | Colombie-Britannique      | Officier  | 1995  |            |
| John Anderson Fraser        | Toronto                    | Ontario                   | Membre    | 2001  |            |
| John Foster Fraser          | Winnipeg                   | Manitoba                  | Officier  | 1990  |            |
| Roderick D. Fraser          | Edmonton                   | Alberta                   | Officier  | 2004  |            |
| Rowland C. Frazee           | Montréal                   | Québec                    | Compagnon | 1985  |            |
| George A. Frecker           | Saint-Jean                 | Terre-Neuve-et-Labrador   | Officier  | 1972  |            |
| Delwyn George Fredlund      | Saskatoon                  | Saskatchewan              | Officier  | 2004  |            |
| Gerald L. Freed             | Windsor                    | Ontario                   | Membre    | 2005  |            |
| Harry Freedman              | Toronto                    | Ontario                   | Officier  | 1984  |            |
| Samuel Freedman             | Winnipeg                   | Manitoba                  | Officier  | 1984  |            |
| Samuel O. Freedman          | Westmount                  | Québec                    | Officier  | 1985  |            |
| Shirley Freer               | Bedford                    | Nouvelle-Écosse           | Membre    | 1990  |            |
| Lawrence Freiman            | Ottawa                     | Ontario                   | Officier  | 1967  |            |
| David Benson French         | Toronto                    | Ontario                   | Officier  | 2001  |            |
| Martin L. Friedland         | Toronto                    | Ontario                   | Compagnon | 1990  |            |
| Eira Friesen                | Winnipeg                   | Manitoba                  | Membre    | 2002  |            |
| Henry G. Friesen            | Winnipeg                   | Manitoba                  | Compagnon | 1987  |            |
| John K. Friesen             | Vancouver                  | Colombie-Britannique      | Membre    | 1997  |            |
| Olaf Friggstad              | Frontier (en)              | Saskatchewan              | Membre    | 1982  |            |
| Donald Frisby               | Kirkland Lake              | Ontario                   | Membre    | 1974  |            |
| Royce Frith                 | Vancouver                  | Colombie-Britannique      | Membre    | 2000  |            |
| Monique Aubry Frize         | Ottawa                     | Ontario                   | Officier  | 1993  |            |
| Leslie M. Frost             | Lindsay                    | Ontario                   | Compagnon | 1969  |            |
| Barbara Frum                | Toronto                    | Ontario                   | Officier  | 1979  |            |
| Murray Frum                 | Toronto                    | Ontario                   | Membre    | 2000  |            |
| Northrop Frye               | Toronto                    | Ontario                   | Compagnon | 1972  |            |
| John Leslie Fryer           | Victoria                   | Colombie-Britannique      | Membre    | 1994  |            |
| Olga Fuga                   | Winnipeg                   | Manitoba                  | Membre    | 1987  |            |
| Jean-Paul Fugère            | Montréal                   | Québec                    | Officier  | 1981  |            |
| Paul Fugère                 | Québec                     | Québec                    | Membre    | 1988  |            |
| Robert Fulford              | Toronto                    | Ontario                   | Officier  | 1984  |            |
| Douglas H. Fullerton        | Ottawa                     | Ontario                   | Officier  | 1987  |            |
| E. Margaret Fulton          | Île Saltspring             | Colombie-Britannique      | Officier  | 1984  |            |
| Edmund Davie Fulton         | Vancouver                  | Colombie-Britannique      | Officier  | 1992  |            |
| Lockhart Ross Fulton        | Birtle                     | Manitoba                  | Membre    | 2003  |            |
| Marion Fulton               | Birtle                     | Manitoba                  | Membre    | 1978  |            |
| Lori Fung                   | Vancouver                  | Colombie-Britannique      | Membre    | 1985  |            |
| George M. Furnival          | Calgary                    | Alberta                   | Membre    | 1982  |            |
| Richard W. Fyfe             | Fort Saskatchewan          | Alberta                   | Membre    | 1999  |            |
| William S. Fyfe             | London                     | Ontario                   | Compagnon | 1989  |            |
| Kenneth Fyke                | Victoria                   | Colombie-Britannique      | Membre    | 2004  |            |